# Зазеко, Иосиф Васильевич
Иосиф Васильевич Зазеко (24 августа 1907 года, дер. Осов, Могилёвская область — 27 августа 1977) — белорусский писатель, учёный и педагог.

## Биография
Родился в семье батрака. Окончил в 1936 году литературный факультет Высшего педагогического института в Минске, в 1940 году — аспирантуру при этом институте. Работал заместителем директора Белостокского педагогического института. В первые годы Великой Отечественной войны в подполье на территории западных областей БССР, с апреля 1943 — редактор газеты «Свислочская правда» при партизанской бригаде имени Чапаева Белостокского соединения. После освобождения Беларуси работал заместителем директора, деканом Минского педагогического института. В 1949—1952 заведовал кафедрой русской литературы в Одесском педагогическом институте. В 1952—1973 — доцент БГУ. Кандидат филологических наук. С 1967 член Союза Писателей БССР.

## Творчество
Печататься начал в 1930. Издал сборник рассказов «Рукою ворага» (1932), сборник очерков «Партызанскія сцежкі» (1959), книги рассказов для детей «Лясныя сябры» (1966), «Сонечны алень» (1969), «Трывожная ноч» (рассказы и очерки, 1972). Автор брошюры «Вялікі і вечна жывы: Вобраз У. І. Леніна ў беларускай народнай творчасці» (1968), отдельных статей о белорусском фольклоре. Составитель сборников партизанской творчества «Песні барацьбы» (с М. Меерович и С. Карабаном, 1946), «Лясныя песні» (1970, 2-е дополненное издание в 1974).

## Признание
Награждён польским орденом «Партизанский крест», медалями.